# Гази Ґерай
Гази Ґерай (غازى كراى‎; д/н — 1780/1783) — сераскер Кубанської орди у 1761—1774 і 1777—1780/1783 роках.

## Життєпис
Третій син Бахти Герая, кубанського сераскера. Після загибелі батька 1729 року діяв разом зі старшими братами Селім Ґераєм і Саадет Ґераєм, які були кубанськими сераскерами близько 1732/1733—1745 і 1745—1751 роках відповідно. Обіймав посаду султана, під орудою якого перебувала якась частина ногайців. 1739 року здійснив грабіжницький похід на Велику Кабарду, де захопив 500 полонених і 200 тис. голів різної худоби. Але на зворотньому шляху в битві на Лабі зазнав поразки від кабардинського валій-пши Асланбека Кайтукіна, втративши практично усю здобич.
У 1751 році почав таємні перемовини з російським урядом щодо не вторгнення на Кубань калмиків, а також влаштував шлюб своєї сестри за Аспата, сина кабардинського кназя Хаммурзи Росланбекова, що викликало невдоволення кримського хана Арслан Ґерая, який наказав схопити і по можливості стратити Гази Ґерая. Втім Саадет Ґерай підтримав брата, що в свою чергу викликало занепокоєння османського дивану.
Гази Ґерай разом з братом, вірними ногайцями та союзними кабардинцями виступив проти нових кубанським сераскерів Максуд Ґерая, Бахадир Ґерай і Селім Ґерая (сина колишнього хана Арслан Ґерая), Кирим Ґераєм (сином хана Халім Ґерая), внаслідок чого вони швидко змінювалися на посаді. 1755 року Гази Ґерай підтримав потужне повстання на Кубані проти Кирим Ґерая, якого було вигнано з орди.
У 1758 році ситуація змінюється зі сходженням на кримський трон Кирим Ґерая, який призначив брата Гази Ґерая калгою, а іншого Саадет Ґерая (онука хана Девлета II Ґерая) — кубанським сераскером. Втім вже 1761 року через побоювання змови останнього зі своїм братом Хаджі Ґераєм (колишнім калгою) кримський хан призначив Гази Ґерая кубанським сераскером. Останній завдяки авторитету свого роду серед ногайців і кабардинців зумів заспокоїти регіони й привести до покори ханському дивану.
1772 року під час російсько-османської війни російський уряд намагався схилити Гази Ґерая на свій бік. Останній у 1773 році вів перемовини з генерал-поручиком Йоганном Фрідріхом фон Медемом. Втім 1774 році замінений на посаді сераскера Шагін Ґераєм. 1777 року допоміг останньому посісти трон Кримського ханства, внаслідок чого знову став кубанським сераскером.
У 1778 році командувач Кавказької армії генерал-майор Іван Якобі писав, що султан Гази Ґерай «виявив відданість своїй Росії багатьма дослідами, викуповуючи наших полонених і повідомляючи про тамтешні обставини». У 1777—1778 роках сераскер вимушен був дозволити зведення на нижній і середній Кубані російським укріплень генералом Олександром Суворовим
У 1780 року внаслідок посилення російського впливу спалахнуло повстання ногайців, яке було придушено. Справу довершили посуха, чума і голод. Ймовірно під час цих подій помер Гази Ґерай. Його син Арслан Ґерай близько 1783 року став новим сераскером закубанських (верхніх) ногаїв.